# سیارک ۹۰۹۳
سیارک ۹۰۹۳ (به انگلیسی: 9093 Sorada، نامگذاری:1995WA) نه هزار و نود و سومین سیارک کشف شده‌است که در ۱۶ نوامبر ۱۹۹۵ کشف شد.